# Ca' d'Oro

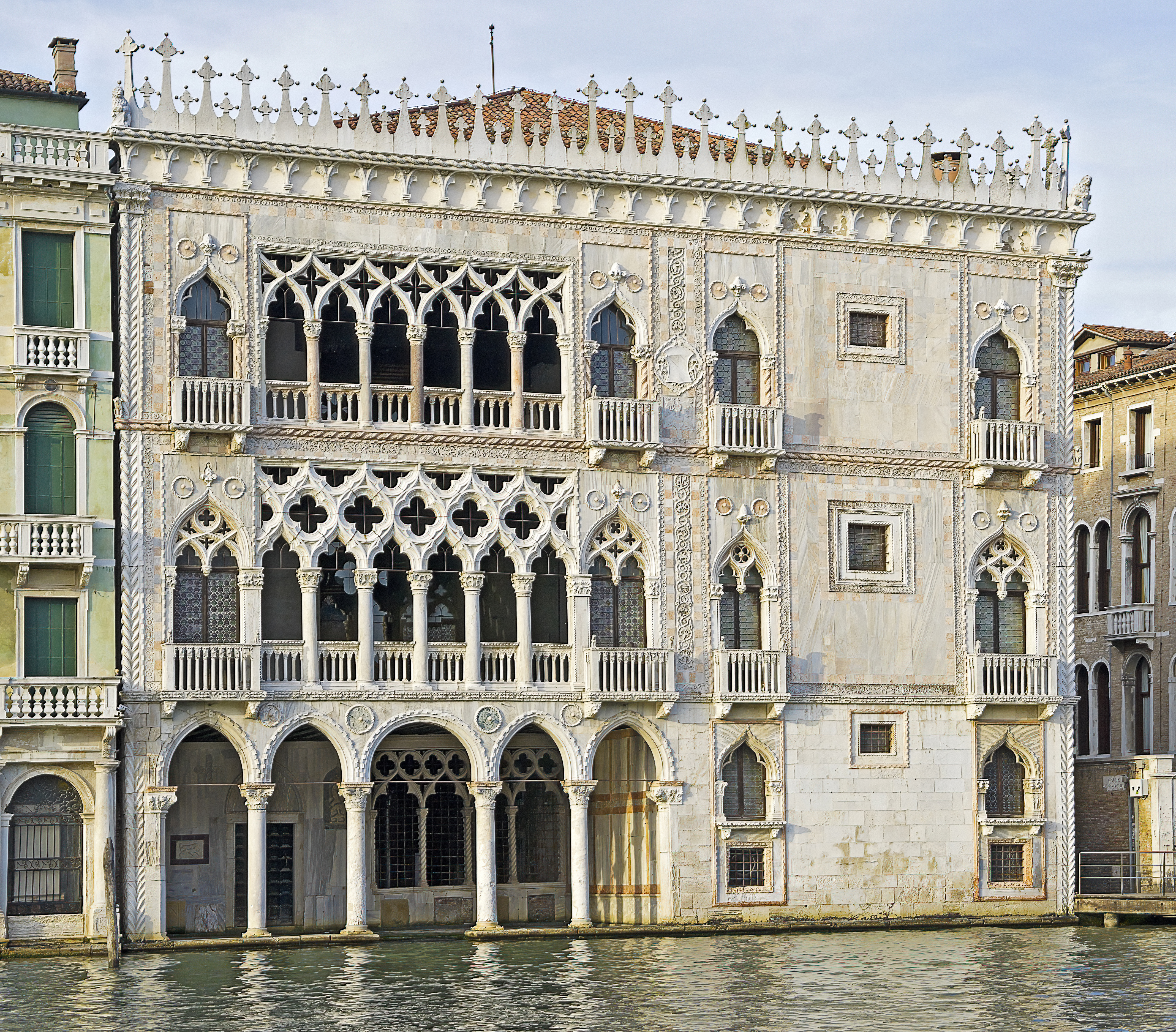
Ca' d'Oro, 1400-tal

Ca' d'Oro, egentligen Palazzo Santa Sofia, är ett palats vid Canal Grande i Venedig. Som ett av de äldre palatsen har det länge varit känt under namnet Ca' d'Oro ('Gyllene huset') på grund av dess en gång gyllene och mångfärgade exteriör.

## Historia
Palatset byggdes 1428–1430 för familjen Contarini som bidrog med åtta doger i Venedig mellan 1043 och 1676. Giovanni och hans son Bartolomeo Bon var arkitekter vid palatsets uppförande. Dessa två arkitekter och skulptörer är goda representanter för den venetianska gotiska stilen. Bons är mest kända för sitt arbete vid Dogepalatset med särskilt Porta della Carta med dess monumentala skulptur av Salomo.
Ca' d'Oros huvudfasad, som vetter mot kanalen, är byggd i Bons typiska gotiska stil med blomsterdekor. Andra byggnader med samma stil finns i grannskapet, Palazzo Barbaro och Palazzo Giustinian. Denna eleganta linjära stil som venetianska arkitekter vurmade för, överträffades inte helt av barockens uppkomst senare vid 1500-talets slut.
Den venetianska gotiska stilen har även bysantinska inslag. Från kanalen kommer man direkt in i bottenvåningen genom en nedsänkt loggia med pelarkolonner till entréhallen. Ovanför kolonnaden finns den inbyggda balkongen tillhörande en stor salong i paradvåningen. Pelarna och valvbågarna har kapitäler som stödjer en rad smäckra quatrefoiler samt den översta balkongen i liknande men lättare, sprödare stil. Endast fasaden mot kanalen är utsmyckad, gavlarna är enkla men mot innergården har fasaden en gotisk trappa och en vacker balkong vilka revs ned av en ägare på 1800-talet men sattes senare upp vid restaureringen. Då var Venedigs storhetstid sedan en tid över och Ca' d'Oro och många andra palats ägda av samma familjer i hundratals år såldes.
Don Giorgio, baron Franchetti köpte huset 1894 och testamenterade huset till staten vid sin död 1922. En långdragen noggrann restaurering följde och Ca' d'Oro är numera ett galleri öppet för allmänheten.

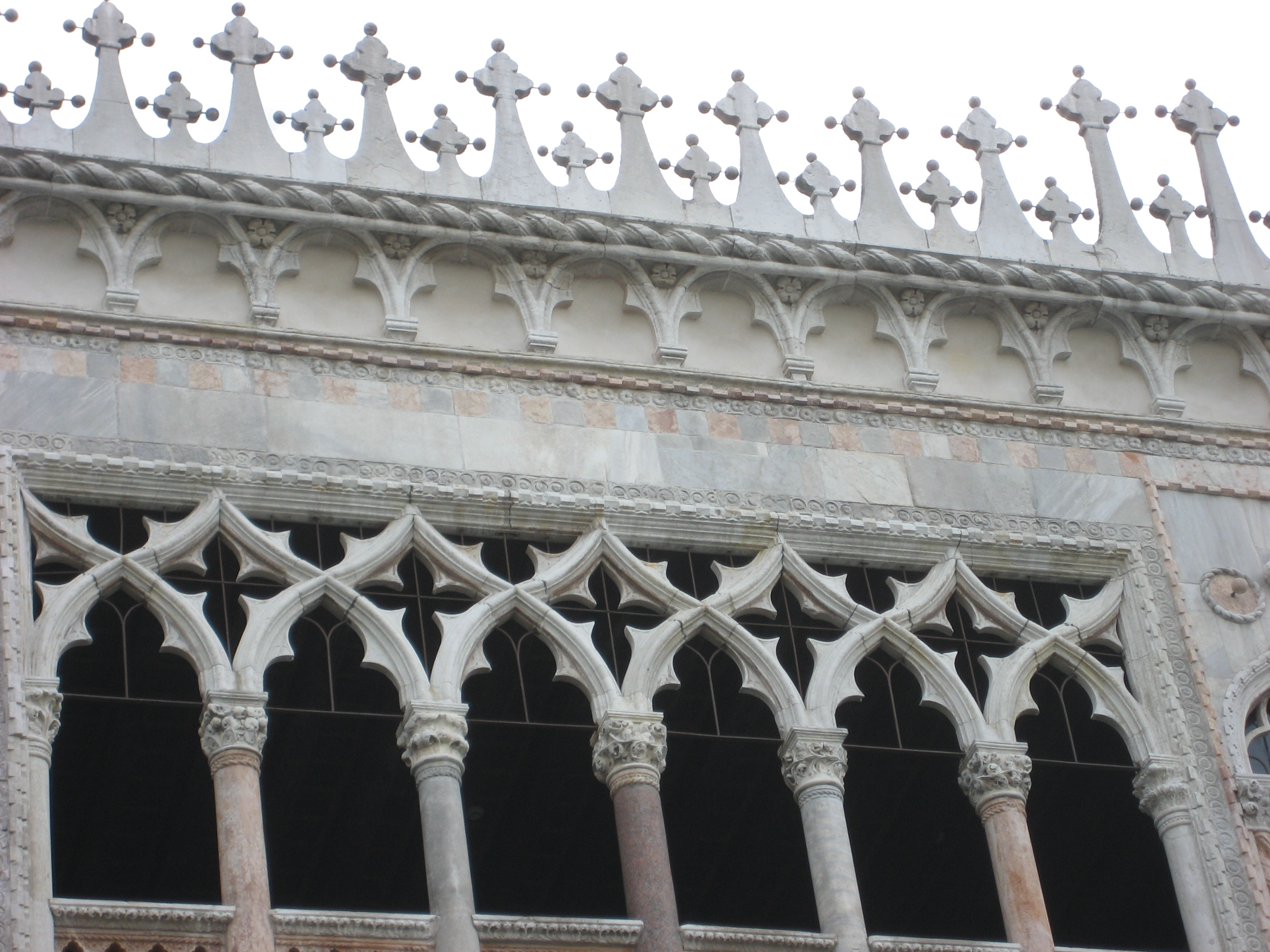
Detalj
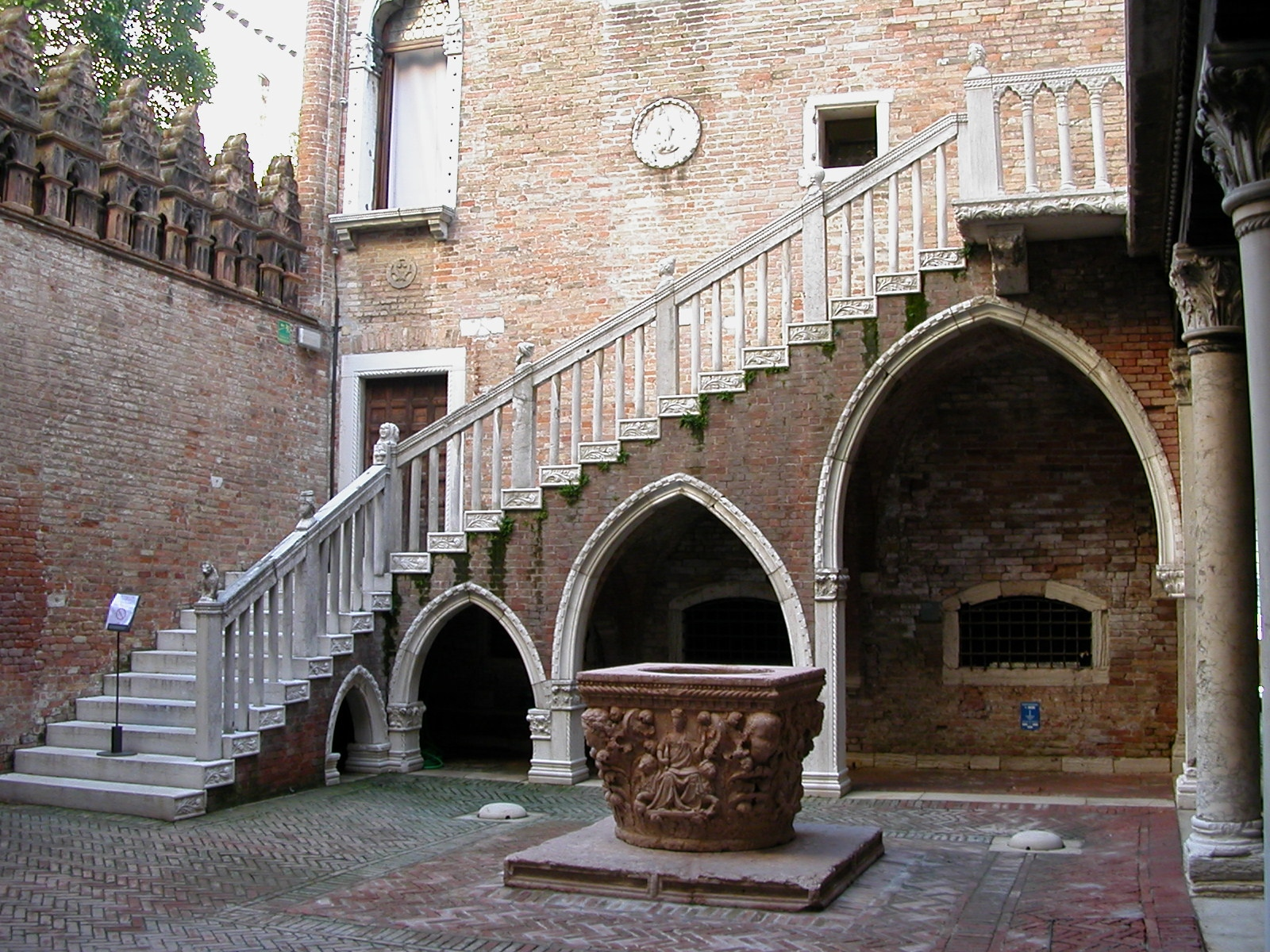
Den gotiska trappan på gården.
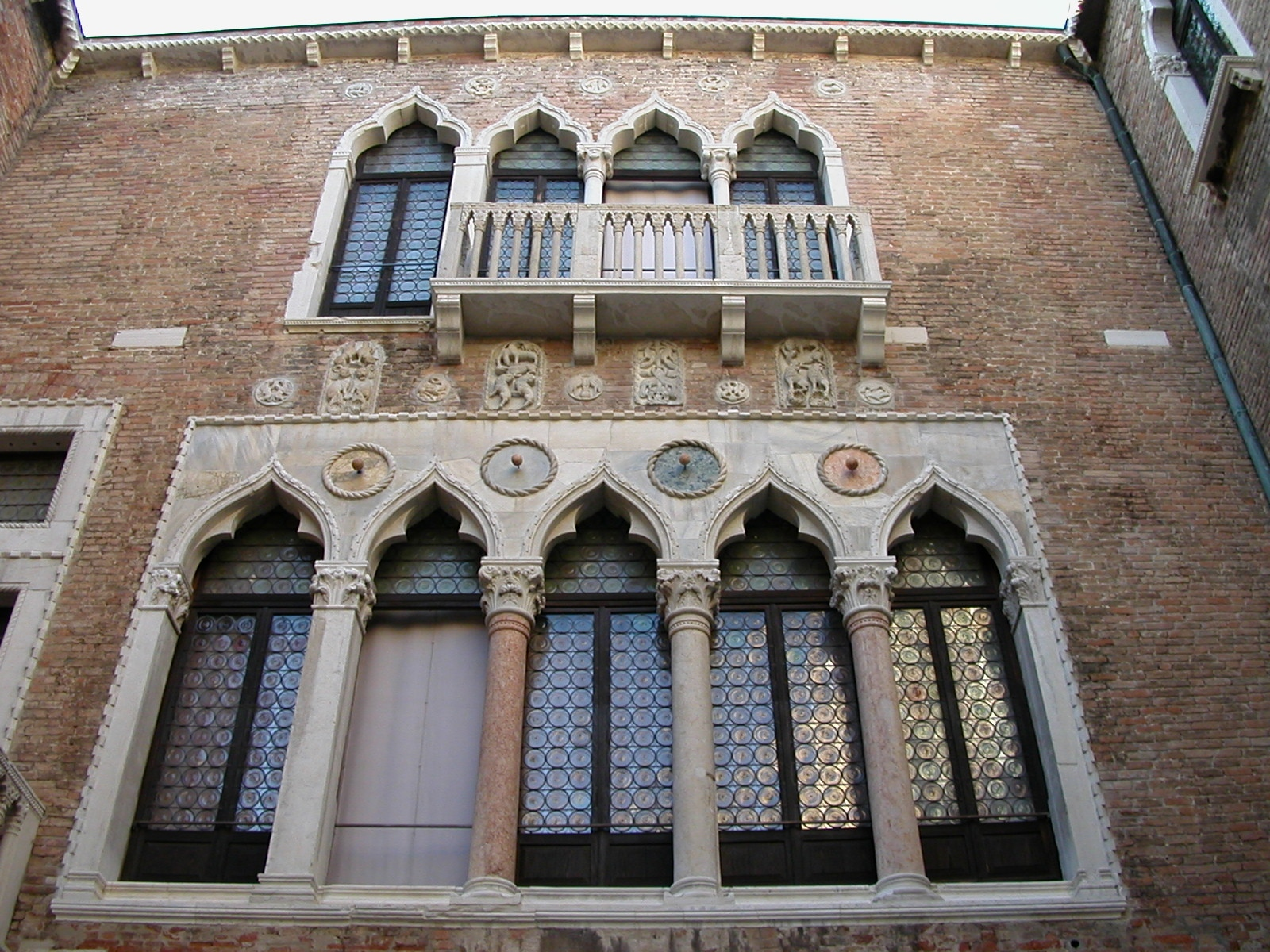
Balkongen mot gården.